# 헤라르트 클레이스테를레이
헤라르트 클레이스테를레이(네덜란드어: Gerard Kleisterlee, 1946년 9월 28일 ~ )는 네덜란드의 기업인으로 필립스의 회장 겸 최고 경영자와 이사회 의장 관리 및 그룹 관리위원회의장이다.
1946년 독일에서 네덜란드와 독일 부모 사이에서 태어나 네덜란드에서 자랐고 예수회에서 운영하는 학교에 입학해 교육을 받은 뒤 에인트호번 공과대학교에 입학했다.
1981년부터 필립스에 들어가 프로패셔널 오디오 그룹을 총괄했으며 1994년 아시아 지역의 필립스 생산 공장들을 감독하게 되었다. 1997년 9월 ~ 1998년 6월까지 중국에서의 필립스 활동을 감독했으며 2001년 최고 경영자가 되었다.
2005년 벨기에 루뱅 가톨릭 대학교에서 명예 박사 학위를, 2006년 《포춘》 선정 올해의 인물로 선정되었다.